# 3-й конный корпус (РККА)
3-й конный корпус — соединение кавалерии РККА во время Гражданской войны в России. Сформирован 25 июня 1920 года в Полоцке на базе 2-го конного Кавказского корпуса. Выполнял тактические задачи во время советско-польской войны в составе 4-й армии РККА Западного фронта РСФСР.

## Командование
Командир корпуса:
- Гая Дмитриевич Гай 1927—1929

Начальники штаба:
- Э. Ф. Вилумсон
- Я. Я. Юршевский (с 25 июля 1920)

Военкомы:
- В. Л. Паверман

Штаб-офицеры:
- помощник начальника разведотдела — Д. М. Баринов
- помощник начальника оперативного отдела — В. О. Банга

## Состав соединения
К 1 июля 1920 года 3-й конный корпус имел следующий боевой состав:
- 10-я кавалерийская дивизия — 3.147 сабель, 27 пулеметов и 12 легких орудий[2]

Комдивы:
- Н. Д. Томин (с 25 июня 1920)

Наштадивы:
- С. Ф. Мацук (с 25 июня 1920)[3]

Военкомдивы:
- Е. Н. Сидоров (с 25 июня 1920)

1-я бригада:
55-й кавалерийский полк (комполка Писарев)
56-й кав. полк (комполка Лещёв)
2-я бригада: (комбриг И. В. Васильев, комиссар Евсеев)
57-й кав. полк (Васильев)
58-й кав. полк (комполка Титов)
60-й кав. полк (комполка Сосновский).
- 15-я кавалерийская дивизия — 995 сабель, 19 пулеметов и 8 легких орудий.[2]

Комдивы:
- В. И. Матузенко
- Чугунов

Наштадивы:
- Карпенко

Военкомдивы:
- Петров

1-я бригада: (комбриг Давыдов, Пётр Михайлович)
85-й кав. полк (комполка Поспелов)
86-й кав. полк (комполка Нетыкса)
2-я бригада:
Комбриг — Уединов
87-й кав. полк.
88-й кав. полк (комполка Мажевский)
3-я бригада: (28.07.20 передана в 15-ю армию РККА)
89-й кав. полк (комполка Смирнов)
90-й кав. полк (комполка Балашев)
- 164-я отдельная стрелковая бригада: (попеременно входила в состав 3-го конного корпуса) — 700 штыков, 32 пулемета и 8 легких орудий.[2]
- 490-й стрелковый полк
- 491-й стрелковый полк
- 492-й стрелковый полк

4-я отдельная кавалерийская бригада: (влита после 27.07.22, переформирована из 13-й Сибирской кавдивизии) (комиссар И. С. Гвоздев)
28-й кав. полк
30-й кав. полк

## Боевые действий 3-го конного корпуса
Во время Июльской операции Западного фронта 3-й конный корпус Г. Гая, совершив манёвр на правом крыле наступления, 14 июля 1920 года занял Вильно, 19 июля — Гродно. 29 июля атаковал Ломжу, обороняемую силами 1-й польской армии, и к 3 августа овладел городом. 
Во время первого этапа Варшавской битвы 3-й Конный корпус с боями дошёл до Вислы, своей 10-й кавдивизией устремился к Нешаве, а 15-й кавдивизией — на Влоцлавек. Утром 14 августа красная конница начала бой за переправы в указанных районах. 15 августа продолжал оперировать в районе южнее Липно. 16 августа корпусу удалось, наконец, с помощью бригады 53-й стрелковой дивизии, овладеть мостом на Висле у Влоцлавека и выбросить несколько разведывательных партий в город и на Вислу. Правый фланг корпуса в это время овладел местечком Бобровники и захватил у Нешавы 2 парохода и несколько барж с консервами, выбросив на лодке разведку на левый берег Вислы. 17 августа около 18 часов комкор получил приказ (через штадив 53-й) сдать участок Нешава — Влоцлавск, выделив 60-й казачий полк в район Киколя (полк производил разведку на Торн — Добржин), передав его в распоряжение начдива 53-й сд, и срочно направить 86-й кавполк на Сольдау в распоряжение начдива 12-й, а остальными силами наступать на Плоцк, так как положение 15-й армии крайне тяжелое и необходима помощь. В 22 часа 18 августа 3-й конный корпус приступил к овладению Плоцком, атакуя его с запада и севера. Преодолев ряд проволочных заграждений и окопов, части корпуса ворвались в город, начав бой на улицах, которые были хорошо забаррикадированы и укреплены по плану французских инженеров. К 24 часам  войска корпуса овладевают северной частью города, продолжая продвигаться шаг за шагом к мосту через Вислу. В 4 часа утра 19 августа комкор Гай получил приказ командарма-4 А. Д. Шуваева выйти из боя, оставить Плоцк и немедленно двинуться на Плонск на помощь полуокружённой 15-й армии. Выполняя задачу, в 17 часов Гай получил новый приказ Шуваева прикрывать отступление пехоты 4-й армии на Млаву. Комкор, объединив под своим руководством войска 4-й армии, ввиду отъезда командарма Шуваева в Гродно, приступил к выполнению намеченного отхода. 22 августа корпус прорвался через Млаву, 23 августа разгромил польскую Сибирскую бригаду при Хожеле и продолжил отступление вдоль польско-германской границы, но был прижат польскими войсками у Кольно к границе, перейдя которую, интернировался в Восточной Пруссии.